# درهنوو
درهنوو (به آلمانی: Drehnow) یک شهر در آلمان است که در اشپری-نایسه واقع شده‌است. درهنوو ۶۱۶ نفر جمعیت دارد.